# Iñaki Arratibel
Iñaki Arratibel Imaz es un médico español, especializado en medicina deportiva.

## Trayectoria académica

### Estudios
Licenciado en Medicina por la Universidad del País Vasco en 1981, en 1987 le fue convalidada dicha licenciatura en Alemania. En 1988 logró el título de Medicina del Deporte en el colegio de médicos de Baden-Württemberg.
En 1995 fue habilitado para ejercer como médico de medicina general. En 2002 le fue convalidado su título alemán de medicina deportiva, con la denominación de especialista en Medicina de la Actividad Física y del Deporte.

### Actividad docente
Desde 1989 hasta 2004 fue profesor de Anatomía II, Fisiología y Fisiología del Ejercicio en el Instituto Vasco de Educación Física.

## Médico deportivo

### Estudios en Friburgo
En 1987-1988 trabajó en el Departamento de medicina del deporte y del esfuerzo de la Clínica universitaria de la Universidad de Friburgo. Dicho departamento se encargó años después de la preparación del equipo ciclista Telekom, colaboración que ocasionaría un gran escándalo de dopaje conocido como Caso Friburgo, reconocido por los propios médicos del centro.

### Ciclismo

#### Médico de Abraham Olano
En octubre de 1989 se convirtió en responsable del Centro Tolosa, dedicado a la medicina deportiva. En esos años inició su relación laboral con el entonces ciclista amateur Abraham Olano. Arratibel siguió encargándose de la preparación de Olano tras su paso a profesionales, hasta que al fichar Olano por el Mapei fue sustituido por el controvertido doctor Michele Ferrari. Cuando se proclamó Campeón del Mundo de ruta en 1995, el corredor vasco tuvo unas palabras de recuerdo para Arratibel poco después de cruzar victorioso la línea de meta.
En 1997 Olano fichó por el Banesto. En esa temporada la preparación del ciclista guipuzcoano fue compartida por Ferrari (hasta mitad de temporada) y Arratibel, quien retomaba así su relación con Olano.
A partir de entonces, y hasta su retirada en 2002, Arratibel fue el médico de Olano.

#### Jefe médico de equipos
En 1996 trabajó como médico del equipo ciclista Banesto, un año antes de que llegara Olano, en lo que fue la última temporada en el equipo del pentacampeón del Tour de Francia Miguel Induráin (de cuya preparación se encargaba no obstante el doctor Sabino Padilla).
En 2003-2004 fue jefe médico del equipo Phonak. En julio de 2004 Oscar Camenzind dio positivo. Poco después se produjeron los positivos de sus líderes Tyler Hamilton y Santi Pérez, ambos por transfusión homóloga. Arratibel defendió la inocencia de ambos y criticó a la UCI por permitir métodos de detección que eran en su opinión inadecuados. Arratibel terminó presentado su dimisión, que fue aceptada por los gestores de la formación suiza. Poco después el equipo cesó al director deportivo Álvaro Pino. Tanto Hamilton como Pérez fueron identificados por la Guardia Civil como clientes de la red de dopaje del doctor Eufemiano Fuentes, en el marco de la Operación Puerto desarrollada en 2006.
A finales de 2005 llegó a un acuerdo con la Fundación Euskadi para convertirse en jefe médico del equipo ciclista profesional Orbea (de categoría Continental), filial del Euskaltel-Euskadi (de categoría ProTour).

### Atletismo
En 1990-1995 trabajó también como médico responsable de la Real Federación Española de Atletismo (RFEA) en varias disciplinas: 3000 metros lisos, 3000 metros obstáculos, 5000 metros, 10000 metros y cross.

### Fútbol
En 1998 fue responsable médico del Racing, equipo de fútbol de la Primera División.

### Balonmano
En 2000-2003 se encargó del C. D. Bidasoa, equipo de balonmano de la Liga Asobal.

### Remo
En 1993-2000 trabajó para Getaria, siendo esta su primera incursión en el mundo del remo. En el año 1999 comenzó a trabajar para Pasai Donibane Koxtape y en 2006 para Zarauz. En el año 2009 retomó su actividad con Getaria, de modo que actualmente trabaja con los tres equipos.